# Monte de Bera
Monte de Bera é uma localidade portuguesa da freguesia de Almalaguês, Município e Distrito de Coimbra com cerca de 180 habitantes.

## Património
- Capela de São Frutuoso[1]

## Cultura
- Centro Cultural e Recreativo de Monte de Bera